# Mauro Suma
Mauro Suma (Milano, 10 maggio 1965) è un giornalista e telecronista sportivo italiano.

## Carriera
Giornalista pubblicista dal 1986, diventa professionista nel 1994. Inizia la sua carriera collaborando con il quotidiano La Notte dal 1984 al 1986, curando la rubrica sulla Serie C e sul calcio dilettantistico. Nel 1988 organizza il Premio Giornalistico "Giancarlo Siani" (vittima della camorra), riservato a tutte le scuole medie inferiori della zona sud della Provincia di Milano.
Quindi passa a Il Giorno, dove collabora fino al 1991 come corrispondente per le pagine di cronaca nera e bianca. Dal 1990 al 1993 è il responsabile editoriale dei programmi ufficiali stadio di AC Milan e FC Internazionale, caratterizzandosi come esperto ed accesissimo tifoso del Milan e delle sue vicende calcistiche, fino a giungere successivamente alla direzione di Milan Channel (oggi conosciuto come Milan TV), canale satellitare ufficiale del Milan. Passa quindi a condurre programmi sportivi e di informazione, dapprima per Radio 105 dal 1993 al 1996 e, dopo la direzione editoriale per diciotto mesi dell'emittente Sei Milano, per la tv locale lombarda Telenova nel biennio 1998-1999. È inoltre telecronista di partite di calcio internazionale per TELE+ dal 1996 al 1998 e dal 1º dicembre 1999 per la versione in lingua italiana del canale paneuropeo Eurosport, ruolo ricoperto fino al 31 dicembre 2008.
Dal 16 dicembre 1999 al 31 luglio 2016 è stato direttore di Milan Channel.
Dal 2017 è opinionista di Milan TV, dall'aprile 2018 coordinatore editoriale di Milan TV. Confeziona e realizza contenuti editoriali per tutte le piattaforme digital di AC Milan.
Dalla stagione 2007-2008 è telecronista di parte "milanista" sul secondo flusso audio di Sky Sport in occasione di tutte le partite di Serie A dei rossoneri, oltre a collaborare stabilmente con le trasmissioni Qui studio a voi stadio e Azzurro Italia, in onda su Telelombardia e Antenna 3, all'interno delle quali rappresenta l'opinionista milanista per eccellenza. Da inizio agosto 2017 fino al termine del 2019, ha curato e condotto il programma di approfondimento sul Milan  "Milan News" insieme a Pietro Mazzara e Antonio Vitiello in onda ogni giovedì dalle 12 alle 13 su RMC Sport Network. 
Mauro Suma è editore del sito Milanistichannel.com che fa parte del network RCS Gazzanet di Gazzetta dello Sport, dialoga con i tifosi rossoneri attraverso il proprio canale YouTube.

## Opere
- I 100 Derby d'Italia, 1998, Edizioni Nuovi Autori
- I 100 Derby d'Europa, 1999, Edizioni Gallo e Associati
- Magico Kaká, 2004, Edizioni Armenia
- Segni particolari, 2006, Libri di Sport
- Gattuso Cuor di Leone, 2007, Edizioni Armenia
- Superpippo - Storia di Filippo Inzaghi, 2008, Edizioni Armenia
- La dinastia Maldini, 2009, Edizioni Armenia
- La maglia più bella - Ibra orgoglio rossonero, 2011, Limina